# Catalunha Revolucionária
Catalunha Revolucionária  (21 de julho de 1936 - 8 de maio de 1937) foi o período em que a região autônoma da Catalunha, no nordeste da Espanha, foi controlada ou amplamente influenciada por vários sindicatos, partidos e milícias anarquistas, sindicalistas, comunistas e socialistas da era da Guerra Civil Espanhola . Embora a instituição constitucional catalã de autogoverno, a Generalitat da Catalunha (liderada pela Esquerda Republicana da Catalunha, ERC), permanecesse no poder e até mesmo assumisse o controle da maioria das competências do governo central espanhol em seu território, os sindicatos estavam de fato no comando da maior parte da economia e das forças militares, o que inclui a Confederación Nacional del Trabajo (CNT, Confederação Nacional do Trabalho), que era o sindicato dominante na época, e a intimamente associada Federación Anarquista Ibérica (FAI, Federação Anarquista Ibérica). A União Geral de Trabalhadores (UGT), o POUM (Partido Operário de Unificação Marxista) e o Partido Socialista Unificado da Catalunha (PSUC, que incluía o antigo Partido Comunista da Catalunha ) também eram proeminentes.
O domínio socialista na região teve início com a Revolução Espanhola de 1936, resultando no controle operário de empresas e fábricas, na agricultura coletiva na maior parte do campo e em ataques contra nacionalistas espanhóis e o clero católico . A crescente influência do Partido Comunista da Espanha (PCE) no governo da Frente Popular e seu desejo de nacionalizar comitês e milícias revolucionárias o colocaram em conflito com a CNT e o POUM, resultando nas Jornadas de Maio e na eventual substituição da CNT pelo PSUC como principal força política na Catalunha até sua derrota para as forças nacionalistas em 1939.

## História

### Antecedentes
No início do século XX, a popularidade do socialismo e do anarquismo cresceu por toda a Espanha. Havia descontentamento generalizado na Catalunha, que era fortemente industrializada e era um reduto dos sindicatos anarcossindicalistas . Uma série de greves devido a cortes salariais e em resposta ao recrutamento militar para a Segunda Guerra do Rife no Marrocos culminou na Semana Trágica (25 de julho a 2 de agosto de 1909), na qual os trabalhadores se levantaram em revolta e foram reprimidos pelo exército. A anarcossindicalista Confederación Nacional del Trabajo (CNT) foi formada em outubro de 1910 e imediatamente convocou uma greve geral, que foi reprimida pelos militares. Outras greves se seguiram em 1917 e 1919 em meio à crescente violência entre a polícia e os sindicatos. Com a CNT proibida, a Federación Anarquista Ibérica (FAI) foi formada em 1927 como uma aliança clandestina de grupos de afinidade durante a ditadura de Miguel Primo de Rivera . Seus membros radicais, que também faziam parte da CNT, exerceram considerável influência sobre os outros membros do sindicato.  Durante a Segunda República Espanhola, os anarquistas continuaram a liderar revoltas como a revolta de Casas Viejas em 1933 e a greve dos mineiros asturianos de 1934, que foi brutalmente reprimida por Francisco Franco com a ajuda de tropas mouriscas.

### Início da guerra

Organograma do Comitê Central das Milícias Antifascistas da Catalunha, 1936

Durante o golpe espanhol de julho de 1936, milícias anarquistas e socialistas, juntamente com forças republicanas, incluindo a Guarda de Assalto e a Guarda Civil, derrotaram as forças controladas por oficiais do exército nacionalista na Catalunha e em partes do leste de Aragão . A Confederación Nacional del Trabajo - Federación Anarquista Ibérica agora veio à tona como a organização mais poderosa de Barcelona, apreendendo muitas armas e edifícios estratégicos, como a central telefônica e os correios. Através de vários comitês de fábrica e transporte, eles dominaram a economia da Catalunha.  Apesar de suas posições antiestatistas historicamente militantes, eles decidiram não derrubar o governo catalão. O presidente da Generalitat da Catalunha e chefe da Esquerda Republicana da Catalunha (ERC), Lluís Companys, era geralmente complacente com a CNT, mas estava cauteloso com sua apropriação dos meios de produção .  A CNT e outros trabalharam juntos para criar o Comité Central das Milícias Antifascistas, que se tornou o principal órgão de governo na região. 

### Anarquistas entram no governo

Ministros do governo Caballero (novembro de 1936) da esquerda para a direita: Jaume Aguadé i Miró (Esquerda Republicana da Catalunha), Federica Montseny (CNT-FAI), Juan García Oliver (CNT-FAI) e Anastasio de Gracia (Partido Socialista Operário Espanhol)

Em setembro de 1936, a CNT-FAI decidiu se juntar à Generalitat da Catalunha, atraindo a condenação de setores anarquistas mais militantes da organização. A CNT temia que as armas fossem retidas e que eles ficassem isolados se a Generalitat sob Lluís Companys formasse um governo com o Partido Socialista Unificado da Catalunha (PSUC).  Membros da CNT ocuparam os Ministérios da Saúde, Abastecimento e Economia e o Comitê Central da Milícia Antifascista foi dissolvido.

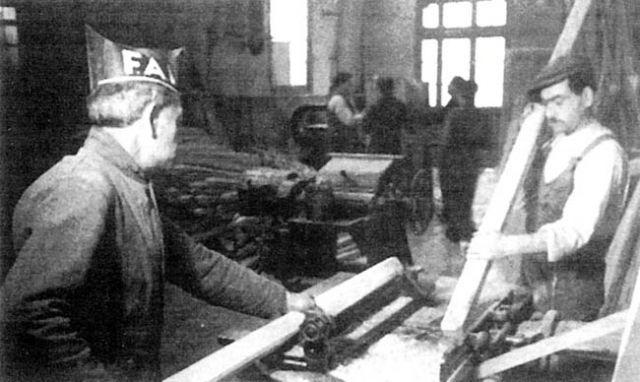
Cooperativa de trabalhadores da CNT-FAI em Barcelona produz produtos de madeira e aço

Logo depois, a CNT também se juntou ao governo nacional. Em 18 de outubro, uma sessão plenária da CNT das federações regionais concedeu ao secretário do comitê nacional Horacio Martínez Prieto plenos poderes para conduzir negociações com o primeiro-ministro Francisco Largo Caballero . Os representantes da CNT Juan García Oliver, Joan Peiró, Federica Montseny e Juan López ocuparam assentos no gabinete de Caballero. Eles assumiram o controle do ministério nacional da justiça, indústria, saúde e comércio, respectivamente.  A CNT viu essa "concessão máxima compatível com seu espírito antiautoritário" como crucial para vencer a guerra.  Houve atrito e debate generalizados entre os anarquistas "colaboracionistas" e "abstencionistas" na CNT. Muitos anarquistas fora da Espanha (como Alexander Schapiro ) criticaram a CNT-FAI por entrar no governo.  Também havia preocupação entre os anarquistas com o crescente poder dos comunistas marxistas dentro do governo. A ministra anarquista da Saúde, Federica Montseny, explicou mais tarde: “Naquela época, só víamos a realidade da situação criada para nós: os comunistas no governo e nós fora, as múltiplas possibilidades e todas as nossas conquistas em perigo.” 
Alguns anarquistas fora da Espanha consideraram suas concessões necessárias, considerando a possibilidade de os nacionalistas vencerem a guerra. Emma Goldman disse: "Com Franco às portas de Madri, eu dificilmente poderia culpar a CNT-FAI por escolher um mal menor: a participação no governo em vez da ditadura, o mal mais mortal." 

### Revolução de 1936 e autogestão operária

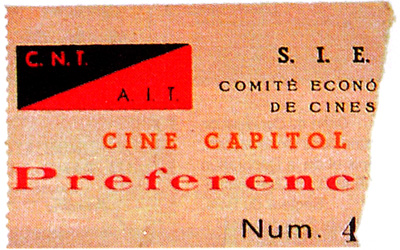
Ingresso de cinema em local administrado pela CNT

Por toda a Catalunha, muitos setores da economia ficaram sob o controle dos sindicatos anarquistas CNT e socialistas UGT, onde a autogestão dos trabalhadores foi implementada. Estes incluíam ferrovias, bondes, ônibus, táxis, transporte marítimo, empresas de luz e energia elétrica, gás e água, fábricas de engenharia e montagem de automóveis, minas, moinhos, fábricas, fábricas de processamento de alimentos, teatros, jornais, bares, hotéis, restaurantes, lojas de departamento e milhares de residências anteriormente pertencentes às classes altas.  Embora a CNT fosse a principal organização na Catalunha, frequentemente compartilhava o poder com a UGT. Por exemplo, o controle da Companhia Telefônica Nacional Espanhola foi colocado sob um comitê conjunto CNT-UGT. 

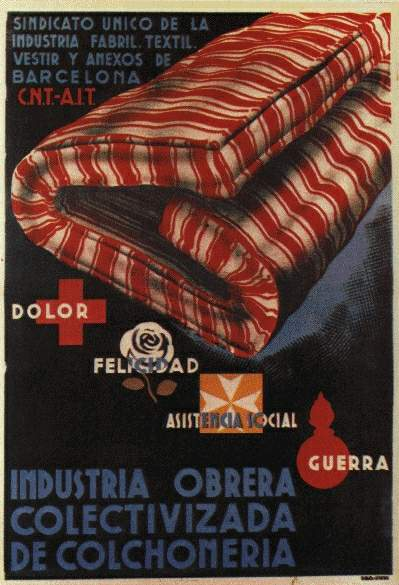
Cartaz da CNT promovendo têxteis coletivizados

O controle sindical também se espalhou para pequenos negócios de artesãos e comerciantes de classe média. Em Barcelona, a CNT coletivizou a venda de peixes e ovos, matadouros, processamento de leite e mercados de frutas e vegetais, suprimindo todos os comerciantes e vendedores que não faziam parte do coletivo. Muitos varejistas se juntaram aos coletivos, mas outros recusaram, querendo salários mais altos do que os dos trabalhadores.  Em toda a região, os comitês da CNT substituíram os distribuidores e comerciantes de classe média em muitos negócios, incluindo varejistas e atacadistas, proprietários de hotéis, cafés e bares, oculistas e médicos, barbeiros e padeiros.  Embora a CNT tentasse persuadir os membros da classe média e da pequena burguesia a se juntarem à revolução, eles geralmente não eram receptivos às mudanças revolucionárias, querendo a expropriação de seus negócios sob violência ou ameaça de violência e um salário de trabalhador. 
Inicialmente, as fábricas recém-coletivizadas enfrentaram vários problemas. O membro da CNT, Albert Pérez-Baró, descreve a confusão econômica inicial:

Após os primeiros dias de euforia, os trabalhadores retornaram ao trabalho e se viram sem uma gestão responsável. Isso resultou na criação de comitês de trabalhadores em fábricas, oficinas e armazéns, que tentaram retomar a produção com todos os problemas que uma transformação desse tipo acarretava. Devido à formação inadequada e à sabotagem de alguns dos técnicos que permaneceram, muitos outros fugiram com os proprietários. Os comitês de trabalhadores e outros órgãos improvisados tiveram que confiar na orientação dos sindicatos... Sem formação em questões econômicas, os líderes sindicais, com mais boa vontade do que sucesso, começaram a emitir diretivas que espalharam confusão nos comitês de fábrica e enorme caos na produção. Isso foi agravado pelo fato de que cada sindicato... dava instruções diferentes e muitas vezes contraditórias.

Em resposta a esses problemas, a Generalitat da Catalunha, apoiada pela CNT, aprovou um decreto sobre "Coletivização e Controle Operário" em 24 de outubro de 1936. Segundo esse decreto, todas as empresas com mais de 100 trabalhadores seriam coletivizadas e aquelas com 100 ou menos poderiam ser coletivizadas se a maioria dos trabalhadores concordasse.  Todas as empresas coletivizadas deveriam se juntar a conselhos industriais gerais, que seriam representados em uma agência de planejamento descentralizada, o Conselho Econômico da Catalunha. Representantes da Generalitat seriam nomeados pela CNT para esses conselhos regionais.  O objetivo dessa nova forma de organização seria permitir o planejamento econômico para as necessidades civis e militares e acabar com o egoísmo das indústrias mais prósperas ao usar seus lucros para ajudar outras. No entanto, esses planos para o socialismo libertário baseado em sindicatos foram contestados pelos socialistas e comunistas que queriam uma indústria nacionalizada, bem como pelos sindicatos que não queriam abrir mão de seus lucros para outras empresas.  Outro problema enfrentado pela CNT foi que, embora muitas empresas coletivizadas estivessem falidas, elas se recusaram a usar os bancos porque as instituições financeiras estavam sob o controle da UGT socialista. Como resultado disso, muitos foram forçados a buscar ajuda do governo, apelando a Juan Peiró, o ministro da indústria da CNT. Socialistas e comunistas no governo, no entanto, impediram Peiró de fazer qualquer movimento que promovesse a coletivização. 
Após a interrupção inicial, os sindicatos logo iniciaram uma reorganização geral de todos os setores, fechando centenas de fábricas menores e concentrando-se nas poucas mais bem equipadas, melhorando as condições de trabalho. Na região da Catalunha, mais de setenta fundições foram fechadas e a produção concentrou-se em cerca de vinte e quatro fundições maiores.  A CNT argumentou que as fábricas menores eram menos eficientes e seguras. Em Barcelona, 905 salões de beleza e barbearias menores foram fechados, com seus equipamentos e trabalhadores concentrados em 212 lojas maiores. 
Houve problemas iniciais com a produção em certos casos, no entanto, Emma Goldman atestou que a produtividade industrial duplicou em quase todo o país, com os rendimentos agrícolas a aumentarem "30–50%". 
Comunas anárquicas frequentemente produziam mais do que antes da coletivização. As zonas recém-libertadas funcionavam com base em princípios inteiramente libertários; as decisões eram tomadas por conselhos de cidadãos comuns, sem qualquer tipo de burocracia. A liderança da CNT-FAI, nessa época, não era tão radical quanto os membros de base responsáveis por essas mudanças radicais.
Outro aspecto da revolução foi a ascensão de um movimento de mulheres anarcofeministas, o Mujeres Libres . A organização, com 30.000 membros à sua disposição, criou escolas para educar mulheres e trabalhou para persuadir prostitutas a desistir de seu modo de vida.  As anarcofeministas argumentaram que a derrubada da sociedade patriarcal era tão necessária para a liberdade pessoal quanto a criação de uma sociedade sem classes. Para demonstrar essa nova igualdade sexual, algumas mulheres até lutaram na frente de batalha (não mais do que mil) e várias outras se juntaram a batalhões de mulheres na retaguarda.  No entanto, Michael Seidman argumenta que o sexismo ainda estava presente - em alguns coletivos, as mulheres ainda recebiam menos do que os homens e podiam ter o direito ao voto negado, enquanto mulheres solteiras podiam ser expulsas de um coletivo (por não terem um marido mais produtivo para o trabalho agrícola). Alguns líderes masculinos sexistas consideravam que as mulheres simplesmente não tinham comprometimento com os princípios revolucionários. No entanto, Seidman também argumenta que as mulheres ainda podiam beneficiar dos coletivos; as jovens desfrutavam da relativa liberdade da dominação religiosa, particularmente no que diz respeito à sexualidade e à educação, que a coletivização trouxe a certas aldeias. 

#### Coletivização rural
Assim como nas cidades, os camponeses revolucionários tomaram terras no campo e organizaram fazendas coletivas. De acordo com o professor Edward E. Malefakis, entre metade e dois terços de todas as terras cultivadas na Espanha republicana foram tomadas. Os alvos eram principalmente pequenos e médios proprietários de terras, uma vez que a maioria das grandes propriedades havia caído para os nacionalistas.  No entanto, o historiador Michael Seidman argumenta que, embora a coletivização fosse proeminente, ainda era uma prática minoritária. Seidman argumenta que a maioria dos camponeses optou pela agricultura individual e as coletivas tendiam a existir dentro de um mar de pequenos e médios proprietários e que mesmo dentro da região de Aragão, que era considerada mais revolucionária do que a Catalunha e um reduto da CNT, apenas cerca de 40% das terras foram coletivizadas. 
A coletivização no campo geralmente começou com o estabelecimento de comitês CNT-FAI. Esses comitês coletivizaram o solo dos ricos e, em alguns casos, o solo dos pobres também. Edifícios agrícolas, máquinas, transporte e gado também foram coletivizados. Reservas de alimentos e outras comodidades foram armazenadas em um depósito comunitário sob o controle do comitê.  Em muitas localidades, o comitê local emitia seu próprio papel-moeda inconversível; os salários eram pagos com esse dinheiro, cujo tamanho era determinado pelo tamanho da família. Os bens produzidos localmente eram gratuitos se abundantes ou comprados no depósito comunitário. O dinheiro conversível emitido pelo estado era usado apenas no comércio com regiões que não haviam adotado esse sistema, e o comércio com outras regiões anarquistas era feito por escambo .  Como o comitê controlava todo o suprimento de dinheiro, viajar para outra região exigia obter permissão e dinheiro conversível do comitê.
Para a CNT, a coletivização era um componente-chave da revolução, eles temiam que os pequenos proprietários e arrendatários formassem o núcleo de uma nova classe de proprietários de terras e atuassem como um obstáculo à revolução. Os anarquistas também acreditavam que a propriedade privada da terra criava uma mentalidade burguesa e levava à exploração.  Embora a política oficial da CNT fosse a de coletivização pacífica voluntária e muitos pequenos agricultores e proprietários camponeses se juntassem voluntariamente aos coletivos, uma proporção maior deles se opunha à coletivização ou se juntava somente após extrema coação.  A presença de milicianos armados da CNT também teve o efeito de impor medo àqueles que se opunham à coletivização. Os pequenos proprietários que recusavam a coletivização eram impedidos de contratar trabalhadores e geralmente eram forçados a vender suas colheitas diretamente aos comitês, em seus termos. Eles também eram frequentemente privados dos serviços dos negócios coletivizados, como barbearias e padarias, uso de transporte comunitário, equipamentos agrícolas e suprimentos de alimentos de armazéns comunitários.  Todas estas pressões económicas combinadas levaram muitos arrendatários e pequenos proprietários a abandonarem as suas terras e a juntarem-se às colectividades.
Enquanto alguns se juntaram voluntariamente, outros, especialmente no início da revolução, foram forçados a se juntar aos coletivos pelas milícias anarquistas. O periódico anarcossindicalista Solidaridad Obrera relatou que: "Foram cometidos certos abusos que consideramos contraproducentes. Sabemos que certos elementos irresponsáveis assustaram os pequenos camponeses e que, até agora, se notou certa apatia em seu trabalho diário." 
A natureza voluntária da coletivização rural variou de região para região. Segundo Ralph Bates : "Embora tenha havido muitos abusos, coletivizações forçadas, etc., houve muitos colectivos bons, isto é, voluntários."  A anarquista Emma Goldman observou como os trabalhadores nos colectivos viam como seu dever convencer os seus colegas de que o trabalho comum era superior, escrevendo: 

Em sua sabedoria natural, nossos camaradas de Albalate de Cinca raciocinaram que era seu dever demonstrar a qualidade superior do trabalho em comum. Disseram-me: "Assim que pudermos provar aos nossos irmãos que o trabalho coletivo economiza tempo e energia e traz maiores resultados para cada membro do coletivo, os camponeses que agora se mantêm distantes se juntarão a nós".

Vários estudiosos e escritores sobre o tema da Guerra Civil Espanhola argumentam que a presença de um "clima coercitivo" foi um aspecto inevitável da guerra, pelo qual os anarquistas não podem ser responsabilizados de forma justa, e que a presença de coerção deliberada ou força direta foi mínima, como evidenciado por uma mistura geralmente pacífica de coletivistas e dissidentes individualistas que optaram por não participar da organização coletiva. Este último sentimento é expresso pelo historiador Antony Beevor em sua obra "Batalha pela Espanha: A Guerra Civil Espanhola, 1936-1939 ". 

A justificativa para esta operação (cujas "medidas muito duras" chocaram até mesmo alguns membros do Partido) foi que, como todas as coletividades haviam sido estabelecidas à força, Líster estava apenas libertando os camponeses. Sem dúvida, houve pressão, e sem dúvida a força foi usada em algumas ocasiões no fervor após a revolta. Mas o próprio fato de cada aldeia ser uma mistura de coletivistas e individualistas mostra que os camponeses não foram forçados à agricultura comunal sob a mira de uma arma.

O historiador Graham Kelsey também sustenta que os coletivos anarquistas foram mantidos principalmente através de princípios libertários de associação e organização voluntárias, e que a decisão de aderir e participar foi geralmente baseada numa escolha racional e equilibrada feita após a desestabilização e ausência efetiva do capitalismo como um fator poderoso na região, dizendo: 

O comunismo libertário e a coletivização agrária não eram termos econômicos ou princípios sociais impostos a uma população hostil por equipes especiais de anarco-sindicalistas urbanos, mas um padrão de existência e um meio de organização rural adotados da experiência agrícola por anarquistas rurais e adotados por comitês locais como a alternativa mais sensata ao modo de organização parcialmente feudal e parcialmente capitalista que acabara de entrar em colapso.

Os analistas pró-anarquistas também dão ênfase às muitas décadas de organização e ao período mais curto de agitação da CNT-FAI que serviriam de base para altos níveis de filiação em toda a Espanha anarquista, o que é frequentemente referido como base para a popularidade dos coletivos anarquistas, em vez de qualquer presença de força ou coerção que supostamente compelisse pessoas relutantes a participar involuntariamente.
Michael Seidman observa que, em contraste com a experiência soviética, muitos coletivos eram voluntários e de baixo para cima. No entanto, havia também um elemento de coerção – o terror e a revolta encorajavam indivíduos relutantes a obedecer às autoridades radicais. Além disso, não era incomum que os coletivos boicotassem efetivamente os não membros, obrigando-os a se filiar, a menos que desejassem enfrentar muita luta de outra forma. Os proprietários se ressentiam da apreensão de suas terras e da proibição de empregar mão de obra assalariada. No entanto, Seidman observa que, embora houvesse coerção, muitos espanhóis rurais também se filiaram voluntariamente, acreditando que desfrutariam da boa vida prometida por várias formas de socialismo e comunismo. 
Seidman também observa que os camponeses nem sempre eram tão revolucionários ou ideológicos quanto os anarquistas gostariam; famílias podiam se juntar a um coletivo não porque concordassem com seus princípios, mas sim para receber melhores rações. Meeiros mais individualistas abandonavam os coletivos. Os anarquistas expressavam frustração com o fato de os camponeses estarem mais interessados no que poderiam ganhar com o coletivo do que no comprometimento com os ideais revolucionários. Em uma escala maior, Seidman argumenta que, embora os coletivos possam ter incentivado a solidariedade internamente, em escala local eles contribuíram para o egoísmo organizado. Os coletivos incentivavam a autarquia e a autossuficiência, recusando-se a compartilhar com outros coletivos. Funcionários da CNT lamentavam o "egoísmo" dos coletivos, constatando que estes eram resistentes ao controle (movido pelo medo de que os funcionários da CNT os explorassem, o que Seidman argumenta que nem sempre era um medo irracional). Devido à inflação e aos problemas econômicos do período de guerra, o governo republicano teve dificuldades para incentivar os coletivos a seguirem suas políticas. 
As classes médias desiludidas logo encontraram aliados no Partido Comunista, que era bastante moderado em comparação com a CNT, era geralmente contra a coletivização em massa da revolução e exigia que a propriedade dos pequenos proprietários e comerciantes fosse respeitada. Eles defendiam o direito do pequeno proprietário de contratar trabalhadores e controlar a venda de suas colheitas sem a interferência dos comitês locais.  Esse apelo comunista moderado às classes médias estava em linha com a estratégia da Comintern para uma aliança de frente popular com os partidos de centro liberal e republicano. No entanto, em alguns casos, os esforços dos comunistas para minar os coletivos podem, na verdade, ter sido um caso de soldados comunistas simplesmente saqueando os coletivos em busca de suprimentos, já que o tempo de guerra interrompeu a logística e os soldados se ressentiram do que consideravam preços camponeses exorbitantes. 
Os coletivos também sofreram dificuldades internas, principalmente com o prolongamento da guerra. Membros improdutivos eram uma preocupação crescente, e os coletivos implementaram regras sobre quem poderia se juntar a eles em resposta. A condição dos idosos, órfãos, deficientes e viúvas era uma questão particularmente controversa devido à produtividade reduzida desses membros. O tamanho da família tornou-se um problema, pois as famílias recebiam um salário de acordo com o número de filhos que tinham e famílias numerosas se beneficiavam dos serviços do coletivo, o que se revelava um fardo financeiro que as famílias menores se ressentiam de ter que sustentar. Alguns grupos sociais também eram odiados e desacreditados pelos coletivos – os ciganos eram vistos como um fardo e carentes de participação revolucionária. Refugiados em um coletivo também eram um problema, pois os membros existentes às vezes se consideravam mais sintonizados com o espírito coletivista e sentiam que os refugiados eram um fardo, às vezes reagindo com hostilidade aos esforços independentes de novos membros, enquanto os refugiados se consideravam vítimas de discriminação. Tensões também podiam surgir entre os trabalhadores e os responsáveis pela gestão da produção, bem como disputas sobre a quantidade de trabalho que os membros eram obrigados a dedicar ao coletivo. 
Segundo o historiador Stanley Payne, os efeitos sociais da revolução foram menos drásticos do que os económicos; embora tenha havido algumas mudanças sociais em áreas urbanas maiores (Barcelona enfatizou um "estilo proletário" e a Catalunha criou clínicas de aborto baratas), as atitudes das classes mais baixas permaneceram bastante conservadoras e houve relativamente pouca emulação da "moralidade revolucionária" ao estilo russo. 

#### Milícias revolucionárias e o exército regular

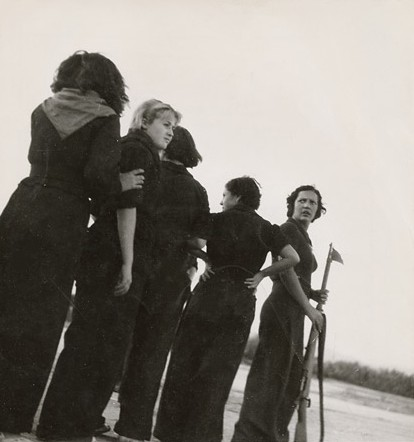
Mulheres treinando para uma milícia republicana nos arredores de Barcelona em agosto de 1936

Após a rebelião militar, a República ficou com um corpo de oficiais dizimado e um exército severamente enfraquecido nas regiões que ainda controlava. Como o exército não conseguiu resistir à rebelião, a luta recaiu principalmente sobre as unidades de milícias organizadas pelos vários sindicatos. Enquanto os oficiais do exército se juntaram a essas colunas, eles estavam sob o controle de qualquer organização que os tivesse formado.  As milícias sofriam de uma grande variedade de problemas. Eles eram inexperientes e careciam de disciplina e unidade de ação. A rivalidade entre as várias organizações exacerbou a falta de qualquer comando centralizado e estado-maior . Os oficiais profissionais nomeados nem sempre eram respeitados. Eles também não tinham armas pesadas.  Os milicianos frequentemente deixavam a frente quando desejavam. O oficial republicano Major Aberri disse sobre os milicianos que encontrou na frente de Aragão: "Foi a coisa mais natural do mundo para eles deixarem a frente quando estava tranquila. Eles não sabiam nada sobre disciplina, e estava claro que ninguém se preocupou em instruí-los sobre o assunto. Depois de uma semana de quarenta horas na frente, eles ficaram entediados e a deixaram". 
Nos meses iniciais, o Ministério da Guerra tinha pouca autoridade sobre o transporte e foi forçado a depender do Comitê Nacional de Transporte Rodoviário controlado pela CNT e pela UGT. Os comitês, sindicatos e partidos ignoraram amplamente as demandas do Ministério da Guerra e mantiveram equipamentos e veículos para si próprios e suas próprias forças de milícia.  Nas milícias da CNT, especialmente, não havia hierarquia, nem saudação, nem títulos, uniformes ou distinção em pagamento e aquartelamento. Elas eram organizadas em centúrias com líderes eleitos democraticamente que não tinham autoridade permanente. 
A coluna começou com 3.000 soldados, mas em seu auge, era composta por cerca de 8.000 pessoas. Eles tiveram dificuldade em obter armas de um governo republicano suspeito, então Durruti e seus homens compensaram apreendendo armas não utilizadas dos estoques do governo. A morte de Durruti em 20 de novembro de 1936 enfraqueceu a Coluna em espírito e habilidade tática; eles foram eventualmente incorporados, por decreto, ao exército regular. Mais de um quarto da população de Barcelona compareceu ao funeral de Durruti.  Ainda é incerto como Durruti morreu. De acordo com Durruti: The People Armed, de Abel Paz, Durruti foi atingido por tiros de um hospital tomado por nacionalistas enquanto estava desarmado e fugindo.  Outro relato da morte de Durruti é dado em The Spanish Civil War, de Antony Beevor, onde é afirmado que Durruti foi morto quando a metralhadora de um camarada disparou devido ao manuseio descuidado. Beevor avaliou que os anarquistas da época alegaram que Durruti foi morto por um atirador nacionalista "por razões de moral e propaganda". 
Devido à necessidade de criar um exército centralizado, o Partido Comunista era a favor do estabelecimento de um exército regular e da integração das milícias nessa nova força. Eles foram o primeiro partido a dissolver suas forças de milícia, incluindo o quinto regimento, uma das unidades mais eficazes na guerra, e a criar brigadas mistas, formando o núcleo do novo Exército Popular.  Essas unidades estavam firmemente sob a supervisão dos comissários do Partido Comunista e sob o comando de oficiais experientes do exército. O Partido Comunista acabou dominando a liderança do novo exército por meio de seus comissários, que usaram todos os meios à sua disposição, incluindo violência e ameaças de morte, para aumentar o número de membros do partido. Conselheiros do exército soviético e agentes da NKVD também exerceram considerável influência nas novas forças armadas. 

Mapa da frente de Aragão

A CNT, o POUM e outras milícias socialistas inicialmente resistiram à integração. A CNT via as milícias como representantes da vontade do povo, enquanto um exército centralizado era contra seus princípios antiautoritários . Eles também temiam o exército como um órgão do Partido Comunista, e esses medos foram apoiados pela repressão histórica dos anarquistas russos pelos bolcheviques durante a Revolução Russa .  No entanto, a CNT foi eventualmente forçada a ceder à militarização, uma vez que o governo se recusou a fornecer e armar suas milícias a menos que se juntassem ao exército regular. As experiências dos líderes da CNT na frente com as milícias mal organizadas e os exemplos de unidades mais bem estruturadas, como as Brigadas Internacionais, também os fizeram mudar de ideia e apoiar a criação de um exército regular.  A CNT conduziu sua própria militarização. Helmut Ruediger, da Associação Internacional dos Trabalhadores (AIT), relatou em maio de 1937: "Existe agora na zona central um exército da CNT de trinta e três mil homens perfeitamente armados, bem organizados e com carteiras de filiação à CNT do primeiro ao último homem, sob o controle de oficiais também pertencentes à CNT."  A militarização ainda era resistida pelos anarquistas mais radicais dentro da CNT-FAI, que eram extremamente apaixonados por seus ideais libertários. Mais do que qualquer outra unidade, a famosa e notória Coluna de Ferro resistiu ferozmente à militarização. Composta por anarquistas de Valência e condenados libertos, a Coluna de Ferro criticava a CNT-FAI por se juntar ao governo nacional e defendia o sistema de milícias em seu periódico Linea de Fuego.  A CNT recusou-se a fornecer-lhes armas e, em março de 1937, eles foram incorporados ao exército regular.
Após a queda do governo de Francisco Largo Caballero e a ascensão do Partido Comunista ao domínio das forças armadas, a integração das milícias foi acelerada e a maioria das unidades foi coagida a juntar-se ao exército regular. 

### Eventos de maio
Durante a Guerra Civil, o Partido Comunista Espanhol ganhou considerável influência devido à dependência das forças republicanas de armas, suprimentos e conselheiros militares da União Soviética. Além disso, o Partido Comunista (agora atuando como a força dominante dentro do PSUC) constantemente proclamava que estava promovendo a "democracia burguesa" e lutando em defesa da República, não pela revolução proletária. A oposição à coletivização e à camuflagem da verdadeira natureza da revolução espanhola pelo Partido Comunista se devia principalmente ao medo de que o estabelecimento de um Estado socialista revolucionário antagonizasse as democracias ocidentais.  O PSUC também se tornou o principal defensor das classes médias catalãs contra a coletivização, organizando 18.000 comerciantes e artesãos na Federação Catalã de Pequenos Empresários e Fabricantes (GEPCI). 
Os ataques do partido à revolução, particularmente a substituição dos comitês revolucionários por órgãos regulares do poder estatal, colocaram-no em conflito com a CNT-FAI, uma importante apoiadora dos comitês revolucionários e a mais poderosa organização da classe trabalhadora na Catalunha. O revolucionário Boletín de Información declarou que: "Os milhares de combatentes proletários nas frentes de batalha não estão lutando pela 'República democrática'. São revolucionários proletários que pegaram em armas para fazer a Revolução. Adiar o triunfo desta última até depois de vencermos a guerra enfraqueceria consideravelmente o espírito de luta da classe trabalhadora... A Revolução e a guerra são inseparáveis. Tudo o que se diz em contrário é contrarrevolução reformista."  Apesar disso, os ministros da CNT no governo também concordaram com decretos que dissolveram os comitês revolucionários, em grande parte porque acreditavam que isso levaria a laços mais estreitos com a Grã-Bretanha e a França. 
Na Generalitat Catalã, o poder foi dividido entre a CNT, o PSUC e a Esquerda Republicana da Catalunha (ERC). Outro partido influente em Barcelona foi o POUM (Partido Operário da Unificação Marxista), que adotou uma ideologia de extrema esquerda anti- stalinista e, portanto, foi denunciado pelo PSUC como trotskista e fascista . Por sua vez, o jornal do POUM, La Batalla, acusou o PSUC de ser contrarrevolucionário.  Em dezembro de 1936, a CNT e o PSUC concordaram em remover o POUM do governo catalão. Isso foi possivelmente influenciado pelo cônsul soviético Vladimir A. Antonov-Ovseenko, que ameaçou retirar os carregamentos de armas.  O PSUC agora buscava enfraquecer os comitês da CNT por meio de uma aliança com as classes médias urbanas e os arrendatários rurais da Unió de Rabassaires. Eles aprovaram um decreto proibindo os comitês, mas não conseguiram aplicá-lo efetivamente. Isto ocorreu porque o poder policial em Barcelona foi dividido entre as patrulhas controladas pela CNT sob a Junta de seguridad e as guardas de Assalto e Nacional Republicana, sob o comissário de polícia Rodríguez Salas, um membro do PSUC.  O PSUC e a ERC então aprovaram um conjunto de decretos para dissolver as patrulhas e criar um único corpo de segurança unificado. Os representantes da CNT na Generalitat não se opuseram, mas houve descontentamento generalizado entre os anarquistas e o POUM.  Outros decretos da Generalitat que convocaram conscritos, dissolveram comitês militares e previram a integração das milícias em um exército regular causaram uma crise na qual os ministros da CNT saíram do governo em protesto.  O POUM também se opôs aos decretos. As tensões só foram exacerbadas após os assassinatos bem divulgados do secretário do PSUC, Roldán Cortada, e do presidente do comitê anarquista, Antonio Martín. Os ataques armados e as tentativas dos guardas republicanos de desarmar os anarquistas e a tomada de cidades ao longo da fronteira francesa aos comités revolucionários levaram a CNT a mobilizar e a armar os seus trabalhadores. 

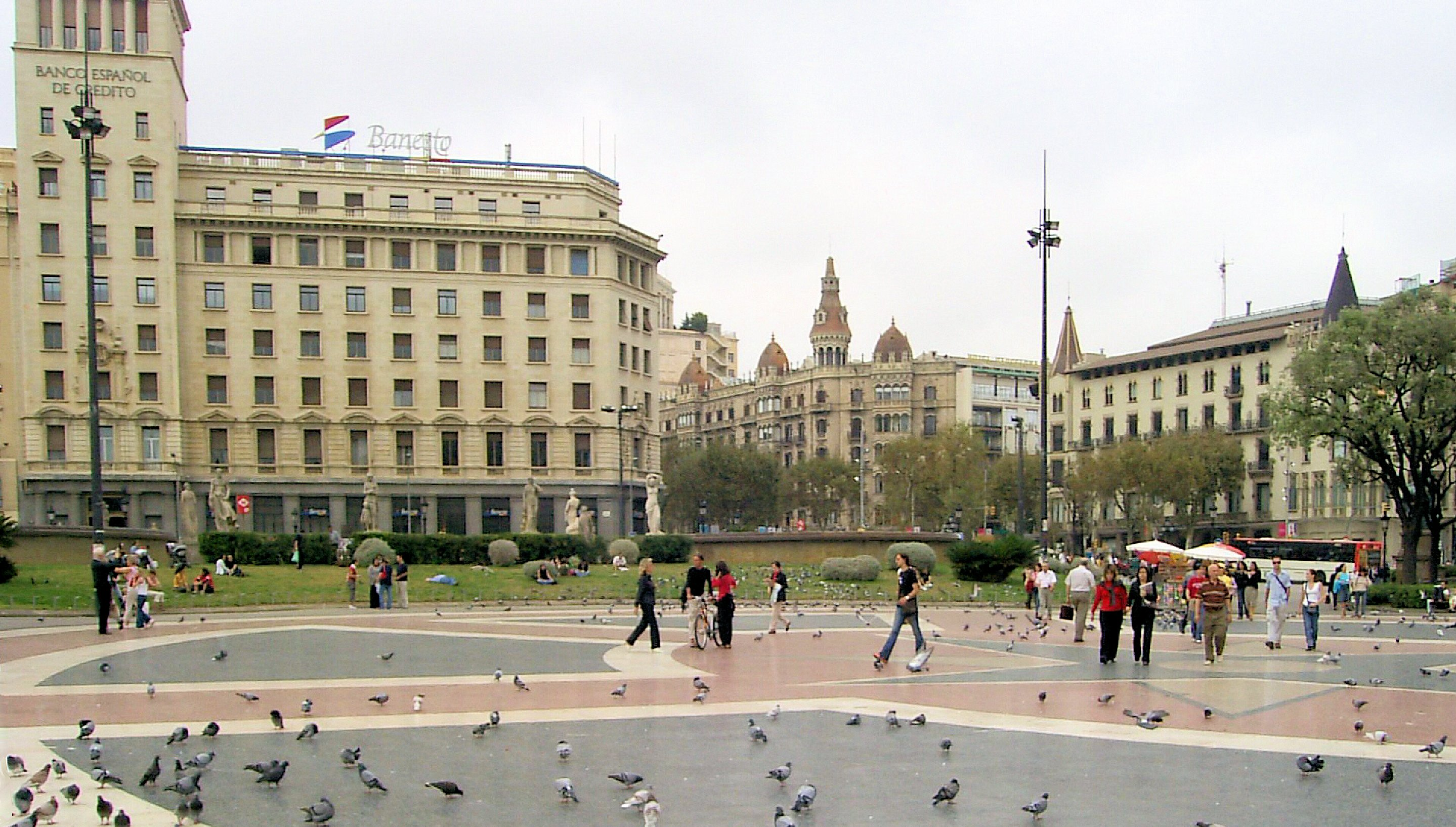
Plaça de Catalunya (Praça da Catalunha)

No que ficou conhecido como as Jornadas de Maio de Barcelona de 1937, os combates eclodiram depois que guardas civis tentaram tomar um prédio telefônico administrado pela CNT na Plaça de Catalunya, em Barcelona. Os guardas civis tomaram o andar térreo do prédio telefônico, mas foram impedidos de tomar os andares superiores. Logo, caminhões carregando anarquistas armados chegaram. Os vereadores da CNT exigiram a remoção do comissário de polícia Rodríguez Salas, mas Lluís Companys recusou.  O POUM apoiou a CNT e os aconselhou a assumir o controle da cidade, mas a CNT apelou aos trabalhadores para que cessassem os combates.  Com a situação se deteriorando, uma reunião de delegados da CNT de Valência e da Generalitat sob Companys concordou com um cessar-fogo e um novo governo provisório, mas, apesar disso, os combates continuaram. Anarquistas dissidentes, como os "Amigos de Durruti" e membros radicais do POUM, juntamente com bolcheviques leninistas, espalharam propaganda para continuar os combates.  Na quarta-feira, 5 de maio, o primeiro-ministro Largo Caballero, sob constante pressão do PSUC para assumir o controle da ordem pública na Catalunha, nomeou o Coronel Antonio Escobar da Guarda Republicana como delegado da ordem pública, mas em sua chegada a Barcelona, Escobar foi baleado e gravemente ferido.  Após constantes apelos da CNT, POUM e UGT por um cessar-fogo, os combates diminuíram na manhã de 6 de maio. À noite, chegaram a Barcelona notícias de que 1.500 guardas de assalto estavam se aproximando da cidade. A CNT concordou com uma trégua após negociações com o ministro do interior em Valência. Eles concordaram que os guardas de assalto não seriam atacados, desde que se abstivessem da violência e que a CNT ordenaria a seus membros que abandonassem as barricadas e voltassem ao trabalho.  Em 7 de maio, os guardas de assalto entraram em Barcelona sem oposição e logo havia doze mil soldados do governo na cidade. 

### Repressão à CNT e ao POUM
Nos dias seguintes aos combates em Barcelona, vários jornais comunistas se envolveram em uma campanha massiva de propaganda contra os anarquistas e o POUM. O Pravda e o jornal comunista americano Daily Worker alegaram que trotskistas e fascistas estavam por trás da revolta.  Os jornais do Partido Comunista Espanhol também atacaram violentamente o POUM, denunciando seus membros como traidores e fascistas. Os comunistas, apoiados pela facção centrista do Partido Socialista Operário Espanhol (PSOE) sob Indalecio Prieto, agora exigiam a dissolução do POUM, mas o primeiro-ministro Largo Caballero resistiu a essa ação, e os comunistas, junto com seus aliados no PSOE, deixaram o governo em protesto.  A crise seguinte levou à remoção de Largo Caballero pelo presidente Manuel Azaña . Azaña então nomeou Juan Negrín (um socialista centrista e aliado dos comunistas e do Kremlin ) como o novo primeiro-ministro.  O novo gabinete era dominado pelos comunistas, pelos socialistas de centro e pelos republicanos, a CNT e a ala esquerda do PSOE não estavam representadas. O Partido Comunista de Espanha (PCE) tinha-se destacado como a força mais influente no governo republicano. 
Na Catalunha, agora controlada por tropas sob o comando do general comunista Sebastián Pozas e do recém-nomeado chefe de polícia de Barcelona, Ricardo Burillo, as patrulhas policiais independentes da CNT foram dissolvidas e desarmadas. Além disso, a CNT foi completamente removida de suas posições nos postos de fronteira franco-espanhóis.  Outro grande golpe para a CNT foi a dissolução de inúmeros comitês revolucionários em toda a Catalunha pelo exército e guardas de assalto. Quando um novo gabinete foi formado pelo presidente Companys, a CNT decidiu não participar.  Nos meses que se seguiram, os comunistas realizaram uma campanha de prisões, torturas e assassinatos contra a CNT. A prisão de muitos anarquistas causou uma onda de dissidência nos bairros da classe trabalhadora.  Enquanto isso, os comunistas que trabalhavam com agentes soviéticos tomaram a maior parte da liderança do POUM junto com muitos de seus membros. O secretário do POUM, Andrés Nin, também foi preso, enviado para uma prisão secreta em Alcalá de Henares e eventualmente assassinado.  O desaparecimento de Nin e a repressão do POUM causaram um clamor internacional de várias organizações de esquerda e aprofundaram ainda mais as divisões dentro da República.
No final de maio de 1937, os comunistas conduziam uma campanha para destruir as cooperativas rurais. O PCE utilizou o Exército Popular e a Guarda Nacional para dissolver os comitês da CNT e ajudar os arrendatários e meeiros a recuperar as terras perdidas na revolução.  Em 11 de agosto, a Décima Primeira Divisão do Exército Popular dissolveu à força o Conselho Regional de Defesa de Aragão, dominado pela CNT.  Com a ajuda do exército e dos guardas de assalto, os arrendatários e pequenos proprietários que haviam perdido suas terras no início da revolução dividiram as terras confiscadas das cooperativas. Mesmo as cooperativas que haviam sido criadas voluntariamente foram invadidas.  Isso causou descontentamento generalizado entre os camponeses, e a situação tornou-se tão grave que a comissão agrária do Partido Comunista admitiu que "o trabalho agrícola estava paralisado" e foi forçada a restaurar algumas das cooperativas. 

### Divisões no governo e no movimento anarquista
Apesar dos ataques contínuos do PCE, a CNT acabou concordando em assinar um pacto de cooperação com a UGT, agora dominada pelos comunistas (o PCE havia se infiltrado na UGT e afastado Largo Caballero de seu cargo na executiva). O pacto deveria garantir a legalidade dos coletivos remanescentes e do controle operário, ao mesmo tempo em que reconhecia a autoridade do Estado em questões como a nacionalização da indústria e das Forças Armadas. Na realidade, os coletivos nunca receberam status legal, enquanto o acordo serviu para dividir ainda mais o movimento anarquista entre os campos antiestatista e colaboracionista. 

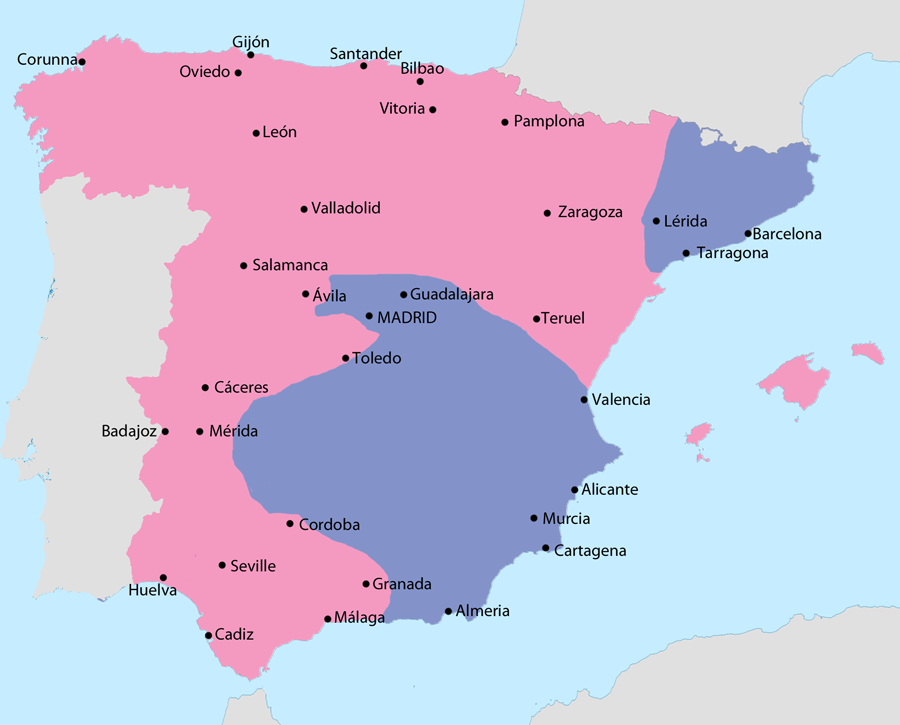
Espanha em julho de 1938

Em 7 de março de 1938, as forças nacionalistas lançaram uma ofensiva massiva em Aragão . Conseguiram destruir as defesas republicanas de forma tão completa que suas forças alcançaram a costa mediterrânea em 15 de abril, dividindo o território republicano em dois. A Catalunha estava agora isolada do restante do território republicano.
Em 1938, o partido comunista também estava no controle do recém-criado Serviço de Investigação Militar. O SIM era virtualmente dominado por membros do partido comunista, aliados e agentes soviéticos como Aleksandr Mikhailovich Orlov e usado como uma ferramenta de repressão política.  De acordo com o nacionalista basco Manuel de Irujo, "centenas e milhares de cidadãos" foram processados pelos tribunais do SIM e torturados nas prisões secretas do SIM.  A repressão do SIM, bem como os decretos que erodiram a autonomia catalã ao nacionalizar a indústria de guerra, os portos e os tribunais catalães, causaram descontentamento generalizado na Catalunha entre todas as classes sociais. As relações pioraram entre a Generalitat e o governo central de Negrín, agora sediado em Barcelona com a renúncia de Jaime Aiguadé, representante do partido Esquerda Republicana da Catalunha (ERC) no governo e Manuel de Irujo, o ministro nacionalista basco .  Havia agora uma hostilidade generalizada entre republicanos, catalães, bascos e socialistas em relação ao governo de Negrín. À medida que os comunistas eram forçados a confiar cada vez mais no seu domínio sobre as forças armadas e a polícia, o moral declinava na frente de batalha, com inúmeros anarquistas, republicanos e socialistas dissidentes a serem presos ou fuzilados por comissários e agentes do SIM. 
Enquanto isso, havia um cisma crescente dentro da CNT e da FAI. Figuras importantes como Horacio Prieto e o ministro da Educação Segundo Blanco defenderam a colaboração com o governo nacional. Anarquistas dissidentes como Jacinto Toryho, o diretor da Solidaridad Obrera e o delegado da FAI, Pedro Herrera, criticaram duramente essa política. Toryho foi destituído do cargo pelo comitê nacional da CNT em 7 de maio de 1938.  Dois meses antes da queda da Catalunha, um plenário nacional dos socialistas libertários foi realizado em Barcelona entre 16 e 30 de outubro de 1938. Emma Goldman estava presente e defendeu a FAI em "oposição à crescente invasão do governo Negrín às conquistas libertárias".  De acordo com José Peirats, Horacio Prieto defendeu um "reformismo indisfarçável, beirando o marxismo", e que "ação verdadeiramente eficaz" só seria possível por meio de "órgãos de poder".  Ele também criticou a ingenuidade dos anarquistas e sua “falta de planos concretos”.

### Queda da Catalunha
Entre julho e novembro de 1938, as forças republicanas lançaram sua maior ofensiva até então, que foi projetada para reconectar seu território dividido com a Catalunha. Sem apoio aéreo, blindados e artilharia pesada, o Exército Popular foi derrotado na desastrosa Batalha do Ebro . De acordo com Beevor, as perdas chegaram a 30.000 do lado republicano.  O Exército Popular foi praticamente destruído. Foi a última ação das Brigadas Internacionais e da força aérea republicana. Em 23 de dezembro, as forças nacionalistas lançaram seu ataque à Catalunha. A essa altura, a maioria dos catalães estava desmoralizada e cansada da luta. Alienada pelo governo de Negrín e pela nacionalização da indústria pelo Partido Comunista, a CNT estava cheia de derrotismo e divisão interna. Pi Sunyer, prefeito de Barcelona e líder da ERC, disse ao presidente Azaña que "os catalães não sabiam mais por que estavam lutando, por causa da política anticatalã de Negrín".  A Catalunha foi rapidamente conquistada pelas tropas nacionalistas. Após 4 dias de bombardeios aéreos (entre 21 e 25 de janeiro),  Barcelona caiu em 26 de janeiro . Depois, seguiram-se cinco dias de saques e execuções extrajudiciais pelas tropas nacionalistas. Entre 400.000  e 500.000  refugiados, incluindo o derrotado Exército da Catalunha, cruzaram a fronteira para a França. Com os nacionalistas agora no controle, a autonomia catalã foi abolida, removendo o status cooficial da língua catalã e proibindo os nomes cristãos catalães, e a Sardana foi proibida. Todos os jornais catalães foram requisitados e os livros proibidos aposentados e queimados. 

## Obras cinematográficas
- Terra e Liberdade, vagamente baseado em Homenagem à Catalunha
- Libertarias, um filme espanhol dirigido por Vicente Aranda sobre as Mujeres Libres, um grupo anarcofeminista intimamente ligado à CNT-FAI
- Viver a Utopia, documentário de Juan Gamero, espanhol com legendas em inglês, com duração de 94 min.

## Links externos

### Documentos primários
- Homenagem à Catalunha, de George Orwell, escritor e oficial da milícia do POUM . Relato em primeira mão da Frente de Aragão e da Barcelona Revolucionária.
- "Anarquismo militante e a realidade na Espanha" por Federica Montseny .
- A semana trágica de maio, de Augustin Souchy .
- Escritos sobre os anarquistas espanhóis por Camillo Berneri .
- Os coletivos em Aragão Trecho de Reconstrução social na Espanha, de Gaston Leval (Londres, 1938).
- Um dia triste e nublado... por um "incontrolável" da Coluna de Ferro. Artigo no "Nosotros", o jornal diário da Coluna de Ferro em Valência, março de 1937.
- O movimento revolucionário na Espanha por Helmut Ruediger (sob o pseudônimo de M. Dashar).

### Imagens e documentários
- Utopia Viva (Utopia Viva, Anarquismo na Espanha) documentário de Juan Gamero, espanhol com legendas em inglês, duração de 94 min
- Roig I Negre (Vermelho e Preto), um documentário sobre o anarquismo na Catalunha da TV3 (Catalunha) (em catalão)
- Galeria de cartazes políticos da CNT

1. ↑  
Alexander 1999, p. 754; Graham 2002, p. 221; Paz 2006, p. 512.
2. ↑  Bolloten 1991, p. 192
3. ↑  Bolloten 1991, p. 388
4. ↑  Bolloten 1991, pp. 388–389
5. ↑  Garcia Oliver, Juan (July 1937). «Los organismos revolucionarios – El Comité Central de las Milicias Antifascists of Catalonia». From July to July (em espanhol). Barcelona: CNT. 193 páginas Verifique data em: |data= (ajuda)
6. ↑  Bolloten 1991, pp. 202–203
7. 1 2  Bolloten 1991, p. 203
8. ↑  Bolloten 1991, p. 201
9. ↑  Bolloten 1991, p. 210
10. 1 2  Bolloten 1991, p. 55.
11. 1 2  Bolloten 1991, p. 57.
12. ↑  Bolloten 1991, p. 60.
13. 1 2  Bolloten 1991, pp. 223–224.
14. ↑  Bolloten 1991, p. 224.
15. ↑  Bolloten 1991, p. 225.
16. ↑  Bolloten 1991, p. 227.
17. 1 2  Bolloten 1991, p. 58.
18. ↑  Goldman, Emma (2006). Vision on Fire: Emma Goldman on the Spanish Revolution (PDF). [S.l.]: AK Press. pp. 81, 84. ISBN 978-1904859574
19. 1 2  Beevor 2006, p. 107.
20. ↑  Seidman 2000, pp. 225–226.
21. ↑  Bolloten 1991, p. 62.
22. ↑  Seidman 2000, pp. 210–211.
23. ↑  Bolloten 1991, pp. 65–66.
24. ↑  Bolloten 1991, p. 66.
25. ↑  Bolloten 1991, pp. 63–64.
26. 1 2  Bolloten 1991, p. 75.
27. ↑  Bolloten 1991, p. 76.
28. ↑  Bolloten 1991, p. 242.
29. ↑  «Vision on fire: Emma Goldman on the Spanish revolution» (PDF)
30. ↑  Beevor 2006, p. 295
31. ↑  Kelsey, Graham (1991). Anarchosyndicalism, Libertarian Communism, and the State: The CNT in Zaragoza and Aragon, 1930–1937. Dordrecht: Kluwer Academic, International Institute of Social History. ISBN 0-7923-0275-3
32. ↑  Seidman 2000, pp. 211–213.
33. ↑  Seidman 2000, pp. 213–217.
34. ↑  Bolloten 1991, pp. 83–84.
35. ↑  Seidman 2000, pp. 217–224.
36. ↑  Seidman 2000, pp. 224–229.
37. ↑  «Chapter 26: A History of Spain and Portugal vol. 2». Consultado em 8 May 2015 Verifique data em: |acessodata= (ajuda)
38. ↑  Bolloten 1991, p. 250.
39. ↑  Bolloten 1991, p. 254.
40. ↑  Bolloten 1991, p. 256.
41. ↑  Bolloten 1991, p. 259.
42. ↑  Bolloten 1991, p. 261.
43. ↑  About Buenaventura Durruti Arquivado em 7 agosto 2013 no Wayback Machine by Peter E. Newell
44. ↑  Paz, Abel (1976). Durruti: The People Armed. [S.l.]: Black Rose Books. ISBN 9780919618749
45. ↑  Beevor 2006, p. 736.
46. ↑  Bolloten 1991, pp. 273–275.
47. ↑  Bolloten 1991, p. 277.
48. ↑  Bolloten 1991, pp. 322–324.
49. ↑  Bolloten 1991, pp. 326–327.
50. ↑  Bolloten 1991, p. 330.
51. ↑  Bolloten 1991, p. 333.
52. ↑  Bolloten 1991, p. 488.
53. ↑  Bolloten 1991, pp. 111–112
54. ↑  Bolloten 1991, p. 396
55. ↑  Bolloten 1991, p. 231
56. ↑  Bolloten 1991, p. 214
57. ↑  Bolloten 1991, pp. 405, 409
58. ↑  Bolloten 1991, p. 411
59. ↑  Bolloten 1991, pp. 416–417
60. ↑  Bolloten 1991, p. 417
61. ↑  Bolloten 1991, pp. 419–420
62. ↑  Bolloten 1991, pp. 426–428
63. ↑  Bolloten 1991, p. 431
64. ↑  Bolloten 1991, pp. 433–434
65. ↑  Bolloten 1991, p. 441
66. ↑  Bolloten 1991, pp. 441, 450, 453
67. ↑  Bolloten 1991, pp. 441, 457
68. ↑  Bolloten 1991, pp. 441, 460
69. ↑  Bolloten 1991, p. 429
70. ↑  Bolloten 1991, p. 465
71. ↑  Bolloten 1991, p. 474
72. ↑  Bolloten 1991, p. 473
73. ↑  Bolloten 1991, pp. 490–493
74. ↑  Bolloten 1991, p. 495
75. ↑  Bolloten 1991, p. 498
76. ↑  Bolloten 1991, pp. 501, 506
77. ↑  Bolloten 1991, pp. 522–523
78. ↑  Bolloten 1991, p. 526
79. ↑  Bolloten 1991, p. 529
80. ↑  Bolloten 1991, p. 530
81. ↑  Bolloten 1991, p. 568
82. ↑  Bolloten 1991, p. 600
83. ↑  Bolloten 1991, pp. 605–606
84. ↑  Bolloten 1991, pp. 614–615
85. ↑  Bolloten 1991, pp. 633–634
86. ↑  Bolloten 1991, p. 623
87. 1 2  Bolloten 1991, p. 625
88. ↑  Beevor 2006, p. 358
89. ↑  Bolloten 1991, p. 667
90. ↑  Beevor 2006, pp. 376 and 484
91. ↑  Bolloten 1991, p. 681
92. ↑  Beevor 2006, p. 382
93. ↑  Beevor 2006, pp. 378–379